# 太湖石

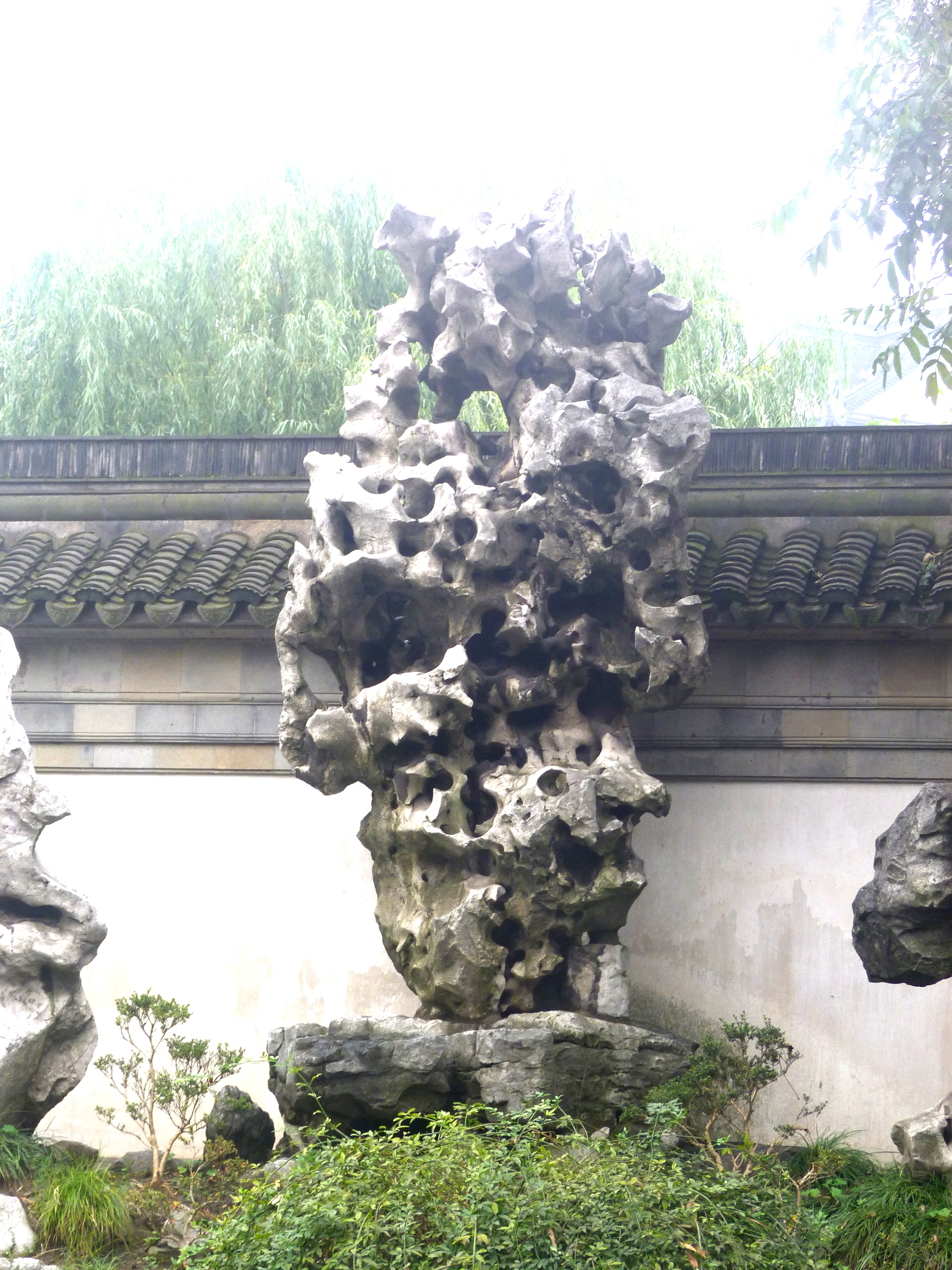
豫園の太湖石宋徽宗花石綱

太湖石（たいこせき）とは、中国の蘇州付近にある太湖周辺の丘陵から切り出される穴の多い複雑な形の奇石である。太湖付近の丘や湖に浮かぶ島は青白い石灰岩でできているが、かつて内海だった太湖の水による長年の侵食によって石灰岩には多くの穴が開き、複雑な形と化した。
太湖石は蘇州はじめ中国各地の庭園で鑑賞や瞑想などのために置かれている。北宋の徽宗皇帝は人民を徴用して、太湖石などを都に運ばせた。これを、花石綱という。